# Lanceola longidactyla
Lanceola longidactyla is een vlokreeftensoort uit de familie van de Lanceolidae. De wetenschappelijke naam van de soort is voor het eerst geldig gepubliceerd in 1964 door M. Vinogradov.